# Сан-Тан-Веллі (Аризона)
Сан-Тан-Веллі (англ. San Tan Valley) — переписна місцевість (CDP) в США, в окрузі Пінал штату Аризона. Населення — 99 894 особи (2020).

## Географія
Сан-Тан-Веллі розташований за координатами 33°11′22″ пн. ш. 111°32′51″ зх. д. / 33.18944° пн. ш. 111.54750° зх. д. (33.189513, -111.547447).  За даними Бюро перепису населення США в 2010 році переписна місцевість мала площу 92,67 км², уся площа — суходіл.

## Демографія
Згідно з переписом 2010 року, у переписній місцевості мешкала 81 321 особа в 24 739 домогосподарствах у складі 20 238 родин. Густота населення становила 878 осіб/км².  Було 29417 помешкань (317/км²).
Расовий склад населення:
| - 78,3 % — білих - 5,0 % — чорних або афроамериканців - 2,1 % — азіатів - 1,2 % — корінних американців - 0,3 % — вихідців з тихоокеанських островів - 8,9 % — осіб інших рас |

До двох чи більше рас належало 4,3 %. Частка іспаномовних становила 23,4 % від усіх жителів.
За віковим діапазоном населення розподілялося таким чином: 37,0 % — особи молодші 18 років, 57,9 % — особи у віці 18—64 років, 5,1 % — особи у віці 65 років та старші. Медіана віку мешканця становила 28,6 року. На 100 осіб жіночої статі у переписній місцевості припадало 97,9 чоловіків;  на 100 жінок у віці від 18 років та старших — 94,4 чоловіків також старших 18 років.
Середній дохід на одне домашнє господарство  становив 66 288 доларів США (медіана — 59 769), а середній дохід на одну сім'ю — 69 221 долар (медіана — 62 164). Медіана доходів становила 45 783 долари для чоловіків та 36 274 долари для жінок. За межею бідності перебувало 15,3 % осіб, у тому числі 22,2 % дітей у віці до 18 років та 7,6 % осіб у віці 65 років та старших.
Цивільне працевлаштоване населення становило 35 338 осіб. Основні галузі зайнятості: освіта, охорона здоров'я та соціальна допомога — 23,9 %, роздрібна торгівля — 11,7 %, науковці, спеціалісти, менеджери — 11,0 %.